# Аксарінське сільське поселення (Маріїнсько-Посадський район)
Акса́рінське сільське поселення (рос. Аксаринское сельское поселение) — муніципальне утворення у складі Маріїнсько-Посадського району Чувашії, Росія. Адміністративний центр — присілок Аксаріно.
Станом на 2002 рік сільрада називалась Сятракасинська сільська рада, центр був у присілку Сятракаси.

## Населення
Населення — 851 особа (2019, 995 у 2010, 1239 у 2002).

## Склад
До складу поселення входять такі населені пункти:
| Населений пункт     | Населення, осіб (2002) | Населення, осіб (2010) |
| ------------------- | ---------------------- | ---------------------- |
| Аксаріно, присілок  | 693                    | 577                    |
| Мертень, присілок   | 16                     | 13                     |
| Ніжери, присілок    | 71                     | 61                     |
| Сятракаси, присілок | 340                    | 267                    |
| Тузі, присілок      | 48                     | 21                     |
| Щамали, присілок    | 71                     | 56                     |